# Makedonija na Svjetskom prvenstvu u atletici 2015.
Makedonija se, kao članica IAAF-a, natjecala na Svjetskom prvenstvu u atletici 2015. u Pekingu, od 22. do 30. kolovoza 2015., s jednim predstavnikom - Ristom Pandevom u utrci 100 metara.

## Rezultati

### Muškarci

#### Trkačke discipline
| Atletičar    | Disciplina | Kvalifikacije | Kvalifikacije | Četvrtzavršnica | Četvrtzavršnica | Poluzavršnica | Poluzavršnica | Završnica | Završnica |
| Atletičar    | Disciplina | Vrijeme       | Rank          | Vrijeme         | Plasman         | Vrijeme       | Plasman       | Vrijeme   | Plasman   |
| ------------ | ---------- | ------------- | ------------- | --------------- | --------------- | ------------- | ------------- | --------- | --------- |
| Riste Pandev | 100 metara | 10,94         | 12. Q         | 11,31           | 53.             | DNA           | DNA           | DNA       | DNA       |

- DNA - nije se kvalificirao (eng. Did not advance)
- Q - kvalificirao se